# Burg Tannenfels (Baiersbronn)
Die Burg Tannenfels ist die Ruine einer Felsenburg vom Typus einer Turmburg auf der rechten Seite des Murgtals zwischen Rechtmurg und Ilgenbach.
Sie steht auf einem 645 m ü. NHN hohen Buntsandsteinfelsen im Ortsteil Obertal der baden-württembergischen Gemeinde Baiersbronn im Landkreis Freudenstadt.

## Geschichte
Die heute sichtbaren Reste der Turmburg wurden in der ersten Hälfte des 13. Jahrhunderts gebaut. Keramikfunde und ein älterer Burggraben lassen aber darauf schließen, dass der Burgfelsen bereits im 11. Jahrhundert. oder frühen 12. Jahrhundert mit einer Burg besetzt worden ist, die beim späteren Neubau vollständig abgeräumt wurde. Die Burg war allerdings nicht mehr sehr lange bewohnt. Schon in der ersten Hälfte des 14. Jahrhunderts fiel sie einem Brand zum Opfer, möglicherweise im Zuge einer kriegerischen Auseinandersetzung. Darauf könnten drei Pfeilspitzen aus einer Brandschicht zurückzuführen sein.
Ein zugehöriger Adel ist nicht bekannt. Eine Adelsfamilie von Tannenfels, die mit der Ruine in Verbindung gebracht wurde, ist dagegen im Allgäu zu lokalisieren und hat mit der Burg im Murgtal demnach nichts zu tun. Sie hatte Besitz unter anderem in Aigeltshofen und Rohrdorf (Isny), und auch ihre namengebende Burg Tannenfels stand im Allgäu gegenüber der Burg Eglofs.
Nach einer Notiz aus dem 18. Jahrhundert soll die Burg in den Jahren 1371 bis 1373 bei einem Fehdezug zerstört worden sein, den Graf Eberhard der Greiner zusammen mit Bistum und Stadt Straßburg unternommen hatte. Der archäologische und bauhistorische Befund spricht allerdings dagegen, da die Burg nach ihm schon vorher zerstört war.

## Heutige Nutzung
Heute ist die Burg in erster Linie ein Ausflugsziel für Wanderer. 2020 diente die Ruine der Burg als Drehort für den zweiteiligen Fernsehfilm Waldgericht – Ein Schwarzwaldkrimi, der im ZDF ausgestrahlt wurde.

## Sagen
Zu der Burg soll einst ein unterirdischer Gang geführt haben, dessen Öffnung früher im Turm noch sichtbar gewesen, jetzt aber verschüttet sein soll. Im württembergischen Landbuch des Johannes Öttinger von 1624 wird wegen der Lage in unwegsamer Wildnis vermutet, die Burg sei ein Raubschloss gewesen. Beides sind typisch sagenhafte Topoi, die von vielen Burgen erzählt werden.

## Archäologische Ausgrabungen
Aufgrund zunehmenden Verfalls wurden 1977/78 insgesamt elf Wochen lang archäologische Grabungen durch die Außenstelle Karlsruhe des Landesdenkmalamts auf der Burg durchgeführt. Dadurch sollte der Baubestand aufgenommen, die Baugeschichte und Besiedlungsgeschichte des Burgfelsens geklärt und eine Instandsetzung vorbereitet werden. Die Ergebnisse wurden in der Publikationsreihe der Mittelalterarchäologie in Baden-Württemberg veröffentlicht.

## Beschreibung der Burg
Die Burg bestand aus einem Turm mit unregelmäßigem Grundriss. Da die Lage auf einem großen Felsen, der auf allen Seiten zehn bis zwölf Meter senkrecht abfiel, einen natürlichen Schutz bot, konnte auf einen Mauerring verzichtet werden. Das Burggelände war durch Gräben und ein natürliches Tälchen gesichert. Der vorgelagerte kleine Fels war vermutlich nicht bebaut. Über ihn könnte durch hölzerne Treppen der Eingang geführt haben. Der Turm war insgesamt drei bis vier Stockwerke hoch, wobei das oberste Geschoss möglicherweise in Holzbauweise ausgeführt war. Die Mauersteine aus Buckelquader hatten auf beiden Seiten eine Einkerbung. Daraus ist zu schließen, dass sie mit einem kranähnlichen Hebezug emporgezogen wurden. Miteinander verbunden wurden sie mittels Kalkmörtel. Über die Inneneinteilung gibt es keine Hinweise. Als Bedachung kommt am ehesten ein abgewalmtes Dach oder ein Pultdach in Frage.